# 제21대 국회의원 선거 전라남도 순천시 선거구 획정 헌법소원
제21대 국회의원 선거 전라남도 순천시 선거구 획정 헌법소원은 전라남도 순천시의 주민들이 해룡면을 광양시·곡성군·구례군과 통합하여 순천시·광양시·곡성군·구례군 을 선거구로 만든게 부당하다며 순천시는 2석을 받을 권리가 있다고 주장했으나 모든 헌법재판관에 의해 전혀 인정되지 않고 기각된 일이다.

## 청구인 및 사건번호
- 2020헌마412 : 김영진 등
- 2020헌마442 : 김선동
- 2020헌마464 : 천하람

2020헌마412 사건의 청구인은 해룡면 주민과 해룡면 주민이 아닌 순천시 주민이 섞여있고, 뒤의 두명은 해룡면이 아닌 순천시 즉 순천시·광양시·곡성군·구례군 갑의 주민이었고 헌법소원 제기 후 순천시·광양시·곡성군·구례군 갑에 출마했으나 낙선했다.

## 같이 보기
- 제8회 전국동시지방선거 선거구 획정 헌법소원